# سوندا، استونی
سوندا (به لاتین: Sonda) یک منطقهٔ مسکونی در استونی است که در دهستان لوگانوسه واقع شده‌است.